# 그라너
그라너(아일랜드어: Gráinne [ˈɡɾˠaːn̪ʲə])는 아일랜드 신화 페니언 대계의 등장인물로, 아르드리(에린의 지고왕) 코르막 막 아르트의 딸이다. 중세 문헌 〈핀과 그라너〉 및 17세기에 쓰여진 〈디어머드와 그라너의 추적〉의 중심 인물이다. 본래 피아나의 두령 핀 막 쿠월의 약혼자였으나, 핀의 부하 전사이자 핀의 조카인 디어머드 우어 두브너와 눈이 맞아 도망갔다. 상기 두 문헌 모두 그 이야기를 다루고 있다.